# Første østrigske republik
Den Første østrigske republik var den stat, som blev oprettet på ruinerne af det opløste Østrig-Ungarn efter nederlaget i 1. verdenskrig. Sammenbruddet af det tidligere imperium bevirkede, at østrigerne i begyndelsen havde svært ved at finde en ny, egen identitet. Mange ønskede efter opløsningen af det tidligere imperium en forening af det tysksprogede Østrig med Tyskland, men dette blev forhindret af omverdenen. Østrigs politik kunne her efter for en tid samle sig om at udvikle den nye republik, men med fremkomsten af Nazi-Tyskland i 1933 kom spørgsmålet om forholdet mellem de to lande atter i front.

## Politisk udvikling
Socialdemokraten Karl Seitz overtog den 30. oktober 1918 magten i Østrig og proklameredes den 12. november som foreløbig præsident. Samme dag døde den hidtil fungerende udenrigsminister og de ny mænds ledende kraft, Victor Adler. Socialdemokraten Karl Renner blev statsminister og Otto Bauer udenrigsminister. I februar 1919 afholdtes valg med almindelig valgret fra 20 års alderen for mænd og kvinder til en konstituerende nationalforsamling, hvori socialdemokraterne fik 72 mandater af 170 og måtte optage repræsentanter for det næststørste parti, de kristelig-sociale i regeringen. Bauer, der havde sat sig som mål at få Østrig optaget som stat i det tyske rige, trådte som følge af sejrherrernes afgjorte modstand her imod tilbage i juli, og Renner, der da overtog udenrigsministerposten, blev den, som kom til at underskrive freden i St. Germain den 10. september 1919. Ved freden blev republikken Østrig indskrænket til sit nuværende omfang, dog således, at den endelige grænse på et par omstridte punkter først blev fastsat efter folkeafstemninger. Således kom Klagenfurt-bassinet på grænsen af det daværende Jugoslavien ved en folkeafstemning 1920 til Østrig, og af det fra Ungarn ved freden erhvervede Burgenland måtte som følge af en afstemning 1921 staden Oedenburg gives tilbage til Ungarn. Af tysk befolkning mistede Østrig ca. 3 millioner, især beboere af Böhmen og det til Italien afståede Sydtyrol. Til gengæld kom ca. en kvart nillion tyskere med Burgenland ind under Østrig. Uagtet, at befolkningen overvejende er tysk, fandtes der dog så mange indbyggere af anden nationalitet, at Østrig var blandt de stater, der har sluttet mindretalstraktat med de allierede under garanti af Folkeforbundet. Foruden at fastslå landområdet indeholdt fredstraktaten bestemmelser om, at Østrigs hær skulle indskrænkes til 30.000 mand hvervede soldater, flåden udleveres, anskaffelse af militær materiel begrænses og skadeserstatning gives efter senere fastsatte bestemmelser, der krævede overordentlig byrdefulde ydelser til nabostaterne. Dette i forbindelse med de høje toldmure, der rejstes af disse nyskabte nabostater, tabet af industriområder og savnet af umiddelbar adgang til havet var medvirkende til Østrigs elendige økonomiske tilstand i de følgende år.
Efter fredsslutningen var det derfor først og fremmest de finansielle og økonomiske forhold, politikken kom til at dreje sig om. Det samarbejde, der fra begyndelsen var tilvejebragt mellem de to hovedpartier, Socialdemokrater og Kristelig-sociale, blev vanskeligere og vanskeligere, og i juni 1920 afløste den kristelig-sociale Mayr Renner som statsminister, mens sidstnævnte beholdt udenrigsministerposten. Efter valgene i oktober samme år, der gav de kristelig-sociale mægtig fremgang, mens socialdemokraterne gik tilbage og fra nu af kun har været det næststørste parti, trådte Renner ud af kabinettet, Mayr overtog hans post og styrede nu med et rent kristelig-socialt ministerium. I december valgtes forfatteren Hainisch til præsident og var det endnu i 1928. Af andre partier spillede kun altyskerne en rolle. Under den stærke iver i begyndelsen af republikkens tid for at blive forenet med Tyskland vandt dette parti så megen tilslutning, at det fik en snes mandater i parlamentet, men efterhånden, som man blev klar over, at denne tankes virkeliggørelse ikke ville være umiddelbart forestående, mistede partiet halvdelen af sine mandater, men var dog stærkt nok til sammen med de kristelig-sociale at danne flertal i huset. Ministerierne Seipel (maj 1922—november 1924 og fra oktober 1926) var sammensat af disse to partier. I mellemtiden forsøgte Ramek at regere med et rent kristelig-socialt ministerium, men måtte efter et par års forløb trække sig tilbage, dels som følge af at de ynkeligt stillede tjenestemænd truede med strejke, dels fordi opdagelsen af nogle finansskandaler skabte mistillid til ministeriets politik. Ved valget i april 1927 blev Seipels flertal bevaret, omend socialdemokraterne fik en mindre fremgang. Kommunisterne kunne ikke finde stærk tilslutning i Østrig. I første halvår af 1919 var der ganske vist i Wien uroligheder, der kostede menneskeliv, men senere blev der mellem 2. og 3. Internationales tilhængere indgået kompromis, spottende kaldet "halvtredie Internationale", og under disse forhold kunne intet kommunistisk parti komme i parlamentet. På anden måde kunne de dog til tider minde om deres tilværelse. I sommeren 1927 kom det således som følge af deres misfornøjelse med en nævningekendelse til sådant røre, at Wiens domhus gik op i luer.
Uden hensyn til, hvilket parti der har været ved magten, var den politiske hovedopgave som oven for anført arbejdet for statens og samfundets materielle genrejsning. Da den østrigske sektion af reparationskommissionen, der skulle lede landets afleveringer ifølge fredstraktaten, havde afsluttet sit arbejde og var afrejst i april 1921, ankom nogle finansdelegerede fra Folkeforbundet, hvoraf Østrig allerede i 1920 var blevet medlem, for at undersøge mulighederne for at bringe Østrig ud af den tilsyneladende ganske håbløse stilling, det befandt sig i. Så længe, denne undersøgelse stod på, levede landet så at sige fra hånden i munden af små utilstrækkelige lån fra de i landets økonomi mest interesserede stater (England, Frankrig, Italien, Tjekkoslovakiet). I 1922 forelå forslagene til genrejsning, og den 4. oktober samme år vedtog Folkeforbundsrådet, at der skulle rejses et lån til Østrig på 650 millioner guldkroner, garanteret af sidstnævnte magter mod pant i tolden og tobaksmonopolets indtægter. Endvidere skulle Østrig ved indre reformer i løbet af 2 år skaffe balance på sit budget. De garanterende magter nedsatte en kontrolkommission, og på Folkeforbundets vegne blev borgmester i Rotterdam, dr. Zimmermann, udset til som generalkommissær at føre tilsyn med regeringen. I december 1922 ankom Zimmermann til Wien, og ved en overmåde hårdhændet fremgangsmåde fik regeringen statsudgifterne så stærkt nedsat, at der på budgettet 1925—26 var tilvejebragt balance. Blandt de vigtigste forholdsregler, der blev truffet, kan nævnes, at tjenestemændenes antal, som ganske vist var alt for stort i forhold til statens daværende omfang, blev bragt ned med 100.000 mand, lønnedsættelser blev gennemført og skatterne stærkt forhøjede. Der oprettedes en ny seddelbank og indførtes et nyt møntsystem (fra 670 kr. pr. dollar i januar 1921 var kroneværdien i august 1922 faldet til 83.000 kr. pr. dollar). Zimmermann kunne rejse fra Wien 1926, og dermed ophørte finanskontrollen, der dog om fornødent kunne genindføres inden 10 års forløb. Folkeforbundets genrejsningsarbejde for Østrig blev mønstret for reformer af lignende art i andre lande. Også på erhvervslivets område skete der fremskridt, således blev der blandt andet sluttet en del handelstraktater med udlandet, men vedvarende lagde de høje toldmure følelige hindringer i vejen for velstanden, og stadig så mange østrigere hen til en forening med Tyskland som den eneste virkelige redning. For at bane vej for denne ordning, der også fandt støtte fra mange sider i Tyskland, indledte de to riger fra 1926 at bringe deres nye love i enslydende form.

## Forfatning
Ifølge forfatningen af 1. oktober 1920 var Østrig en demokratisk republik og nærmere bestemt en forbundsstat, der efter hovedstaden Wiens udskillelse som et særligt land bestod af følgende 9 selvstændige lande: Burgenland, Kärnten, Nedreøsterrig, Øvreøsterrig, Salzburg, Steiermark, Tyrol, Vorarlberg og Wien. Forbundshovedstad var Wien. Forholdet mellem forbundets og de enkelte landes kompetence var fastsat gennem en udførlig opregning således, at alle vigtigere anliggender henhørte under forbundets lovgivningsmagt og forvaltning, mens landene, der endog selv vedtog deres forfatninger, nærmest var forvaltningsorganer og kun i snævert omfang udøvede en selvstændig lovgivningsmagt.
Forbundets lovgivningsmagt udøvedes af det af hele forbundsfolket valgte nationalråd i forbindelse med det af landdagene valgte forbundsråd.

### Nationalrådet
Nationalrådet, hvis medlemstal i 1923 af sparsommelighedsgrunde blev nedskåret fra 183 til 165, blev valgt ved lige, umiddelbar og hemmelig valgret af alle mænd og kvinder over 20 år, samt efter reglerne for forholdstalsvalg. Valgene skete for 4 år, og før valgperiodens udløb kunne nationalrådet kun selv ved lov beslutte sin egen opløsning, lige som det også kun selv kunne udsætte sine møder. Det valgte selv sin præsident og et efter forholdstal valgt hovedudvalg, der i omfattende grad deltog i forvaltningen, der i blandt navnlig ved udnævnelsen af forbundsregeringen.

### Forbundsrådet
Forbundsrådet, der skulle repræsentere de enkelte lande som sådanne, men som i forhold til nationalrådet kun spillede en ret underordnet rolle, blev valgt af de enkelte landdage i forhold til landenes indbyggerantal dog således, at intet land valgte over 12 og intet under 3 medlemmer. I 1928 var det samlede medlemstal 46. Valgene skete for de enkelte landdages valgperiode og efter forholdstal, dog at mindst eet mandat måtte tilfalde det næst største parti i landdagen. Medlemmerne af forbundsrådet behøvede ikke at tilhøre den landdag, der valgte dem, men skulle kun være valgbare dertil.

### Forbundsforsamlingen
Nationalrådet og forbundsrådet trådte sammen i forenet samling som forbundsforsamling for at vælge forbundspræsidenten samt for at tage beslutning om en krigserklæring, men forhandlede og besluttede ellers hver for sig. Forbundets udøvende magt lå hos forbundspræsidenten og forbundsregeringen.

### Forbundspræsidenten
Forbundspræsidenten blev valgt af forbundsforsamlingen — altså af begge kamre i forening — for en tid af 4 år. Genvalg for den følgende 4 års periode kunne kun finde sted een gang. Medlemmer af regerende eller tidligere regerende huse var udelukkede. Forbundspræsidenten kunne kun drages til ansvar med samtykke af forbundsforsamlingen, hvortil krævedes to trediedele af de afgivne stemmer, men hans magt var meget begrænset. Han repræsenterede republikken udadtil, udnævnte højere embedsmænd, uddelte titler og ærestegn samt udøvede benådningsret, men han udnævnte ikke selv ministrene (han modtog kun deres embedsløfte), havde intet - selv blot suspensivt - veto over for love og havde ingen opløsningsret over for de lovgivende kamre. Alle hans beslutninger skulle for at blive gyldige underskrives af forbundskansleren eller den vedkommende forbundsminister.

### Forbundsregeringen
Forbundsregeringen bestod af forbundskansleren, vicekansleren og de øvrige forbundsministre. I 1928 udgjorde deres tal 8. Forbundsregeringen blev valgt af nationalrådet ved en afstemning ved navneopråb efter et forslag stillet af nationalrådets hovedudvalg, der også i tilfælde af et ministerskifte på en tid, da nationalrådet ikke måtte være er samlet, foreløbigt udnævnte regeringen. Lige som regeringen blev valgt af nationalrådet, således måtte også regeringen eller enkelte af dens medlemmer gå af, hvis nationalrådet vedtog et mistillidsvotum, hvortil dog krævedes, at halvdelen af nationalrådets medlemmer var til stede, og en femtedel af de tilstedeværende medlemmer kunne altid forlange, at afstemningen udsattes to dage. Tillige kunne ministrene eventuelt drages til ansvar for rigsretten ("forfatningsdomstolen") ifølge beslutning af nationalrådet.
Lige som det var nationalrådet alene, der bestemte over regeringens dannelse og skæbne, således var det også dette kammer, hvem lovgivningsmagten hovedsageligt tilkom. Forbundsrådet havde således intet selvstændigt lovinitiativ, alle lovforslag skulle fremsættes i nationalrådet, enten efter forslag af dettes medlemmer eller af regeringen, dog kunne forbundsrådet igennem forbundsregeringen stille forslag i nationalrådet, og det samme kunne 200.000 stemmeberettigede eller halvdelen af de stemmeberettigede i 3 lande gøre. Dernæst havde forbundsrådet kun en blot indsigelsesret af rent udsættende art over for de af nationalrådet vedtagne lovgivningsbeslutninger. Disse blev nemlig altid gyldige som lov, hvis forbundsrådet besluttede ikke at rejse nogen indsigelse eller ikke rejste nogen sådan i løbet af 8 uger, og selv om forbundsrådet kunne gøre indsigelse, blev nationalrådets beslutning lov, dersom dette gentog sin oprindelige beslutning under nærværelse af mindst halvdelen af dets Medlemmer. Og imod visse lovbeslutninger af nationalrådet, således angående dettes opløsning, angående budgettet og statsregnskabets godkendelse, kunne forbundsrådet slet ingen indsigelse gøre.

### Folkeafstemninger
Folkeafstemning var kun påbudt i visse tilfælde af forfatningsændring. En sådan kunne kun vedtages af nationalrådet med et flertal på to trediedele af de afgivne stemmer, men kun, hvor en fuldstændig revision af forfatningen skulle finde sted, skulle den underkastes en afstemning af hele forbundsfolket. Ved partielle forfatningsændringer skulle folkeafstemning der imod kun ske, når en trediedel af nationalrådet eller forbundsrådet forlangte det. Og ved almindelige love skulle folkeafstemning kun finde sted, hvis nationalrådet selv eller flertallet af dets medlemmer forlangte det.

### Domstolene
Med hensyn til domstolenes organisation bemærkes, at der foruden de ordentlige domstole fandtes en særlig forvaltningsdomstol og en særlig forfatningsdomstol. De almindelige domstole var ikke berettigede til at prøve loves forfatningsmæssighed, der imod var forfatningsdomstolen kompetent dertil, ikke blot på begæring af forbundsregeringen eller en landsregering, men også enhver, der anså sig krænket i sine af forfatningen hjemlede rettigheder, kunne rejse dette spørgsmål ved at klage til forfatningsdomstolen.

### De enkelte Lande
Lovgivningsmagten udøves i de enkelte lande af landdage, der blev valgt efter forholdstal ved lige og umiddelbar valgret af alle efter landdags-valgordningerne stemmeberettigede mandlige og kvindelige forbundsborgere, der bøde i landet. Landsforfatningerne blev vedtaget og ændret ved landslov, men måtte ikke stride mod forbundsforfatningen, og det samme gjaldt naturligvis almindelige landslove. Hvis forbundsregeringen fandt, at en vedtaget landslov måtte udsætte forbundsinteresser for fare, kunne den inden 8 uger nedlægge indsigelse imod den, og den måtte da ikke kundgøres, førend den på ny var vedtaget af landdagen under nærværelse af mindst halvdelen af dennes medlemmer. Endelig kunne forbundspræsidenten på forslag af forbundsregeringen opløse en landdag, hvis forbundsrådet med to trediedele af de afgivne stemmer, hvori den vedkommende landdags stemmer dog ikke skulle medregnes, gav sit samtykke dertil.
Den udøvende magt i de enkelte lande lå hos en af landdagen valgt landsregering, der bestod af landshøvdingen (Landeshauptmann) og andre medlemmer. I anliggender, der henhørte under den middelbare forbundsforvaltning, var landshøvdingen bundet ved de af forbundsregeringen og de enkelte forbundsministre givne anvisninger. I landet Wien indtog Wiens byråd stillingen som en landdag, borgmesteren og byens senat stillingen som landshøvding og landsregering.
De lokale forvaltnings- og selvstyreorganer inden for landene udgjordes af storkommunerne (Gebietsgemeinden) og småkommunerne (Ortsgemeinden), af hvilke de sidste havde status af underafdelinger af de første — købstæderne faldt dog uden for denne inddeling, idet de behandledes som storkommuner. Begge slags kommuner valgte ved lige og almindelig stemmeret og efter forholdstal deres kommunerepræsentation og kommuneråd.